# دیواره دهلیزی-بطنی
دیواره دهلیزی-بطنی (به انگلیسی: Atrioventricular septum)، یک دیواره غشایی-ماهیچه‌ای در قلب میان دهلیز راست (RA) و بطن چپ (LV) است.
اگرچه نام این دیواره دلالت بر هر دیواره‌ای میان دهلیز و بطن دارد، اما در عمل تقسیم از دهلیز راست و بطن راست از هم و دهلیز چپ و بطن چپ از هم توسط دریچه‌ها صورت می‌گیرد نه دیواره؛ همچنین معمولاً هیچ ارتباطی میان دهلیز چپ (LA) و بطن راست (RV) وجود ندارد.

## ساختار
این دیواره دو بخش غشایی و عضلانی دارد.
این دیواره به وسیله یکی‌شدن بخشی از ماهیچه قلب و غشای دهلیزی و بطنی تشکیل می‌شود. این دیواره کانال دهلیزی بطنی را تقسیم می‌کند.